# Episodi di Drama Club
La prima stagione della serie televisiva Drama Club è stata trasmessa negli Stati Uniti dal 20 marzo al 15 maggio 2021 su Nickelodeon.
In Italia la serie andrà in onda dal 27 settembre 2021 su Nickelodeon. Poi verrà trasmessa su Super! dal 2 maggio 2022
| n° | Titolo originale                | Titolo italiano                      | Prima TV USA   | Prima TV Italia   |
| -- | ------------------------------- | ------------------------------------ | -------------- | ----------------- |
| 1  | Drama in the Drama Club         | Dramma al Drama Club                 | 20 marzo 2021  | 27 settembre 2021 |
| 2  | Build a Bench                   | Il nuovo Bench                       | 27 marzo 2021  | 28 settembre 2021 |
| 3  | Phoneless in the Tookus         | Il poncho fortunato                  | 3 aprile 2021  | 29 settembre 2021 |
| 4  | Luck Be a Poncho Tonight        | Senza telefono                       | 10 aprile 2021 | 30 settembre 2021 |
| 5  | 15 Sniffets of Fame             | I 15 minuti di celebrita' di Sniffet | 17 aprile 2021 | 1 ottobre 2021    |
| 6  | S.A.D                           | S.A.D                                | 1 maggio 2021  | 4 ottobre 2021    |
| 7  | The Slumber Games               | Gli Slumber Games                    | 8 maggio 2021  | 5 ottobre 2021    |
| 8  | The Phantom of Farth Auditorium | Il fantasma della Farth              | 15 maggio 2021 | 6 ottobre 2021    |
| 9  | Stress Rehearsal                | Stress da prova generale             | 15 maggio 2021 | 7 ottobre 2021    |
| 10 | The Show Might Go On            | Lo spettacolo potrebbe continuare    | 15 maggio 2021 | 8 ottobre 2021    |